# Alto Commissario per la Palestina e la Transgiordania
L'Alto Commissario per la Palestina era la più alta autorità che rappresentava il Regno Unito nei territori della Palestina e l'Alto Commissario per la Transgiordania era la più alta autorità che lo rappresentava invece in Transgiordania. A partire dall'istituzione dell'ultima delle due cariche citate, nel 1928, questi due incarichi furono sempre svolti simultaneamente da una sola persona.
L'incarico degli Alti Commissari ebbe inizio il 1º luglio 1920, prima dell'inizio del mandato il 29 settembre 1923, veniva svolto dalla sede di Gerusalemme e sostituì l'occupazione militare britannica gestita dall'Amministrazione del territorio nemico occupato, un ente militare anglo-franco-arabo creato per amministrare il territorio della Siria ottomana precedentemente appartenuto all'Impero ottomano, che aveva operato in Palestina dal 1917 al 1918. L'incarico cessò con la scadenza del Mandato il 15 maggio 1948.
Quando la carica di Alto Commissario era vacante o l'Alto Commissario non era in grado di svolgere le sue funzioni per qualche motivo, una persona, che di solito era il Segretario Capo del Governo della Palestina, era delegata per svolgere gli stessi compiti con gli stessi poteri.

La sede dell'Alto Commissarriato, nel quartiere di Armon Hanatziv a Gerusalemme.

## Lista degli Alti Commissari per la Palestina e la Transgiordania
| Immagine | Nome                                                             | Inizio incarico  | Fine incarico    |
| -------- | ---------------------------------------------------------------- | ---------------- | ---------------- |
|          | Sir Herbert Louis Samuel                                         | 1º luglio 1920   | 30 giugno 1925   |
|          | Sir George Stewart Symes (facente funzioni)                      | 2 luglio 1925    | 25 agosto 1925   |
|          | Maresciallo di campo Lord Plumer                                 | 25 agosto 1925   | 31 luglio 1928   |
|          | Sir Harry Charles Luke (facente funzioni)                        | 31 luglio 1928   | 6 dicembre 1928  |
|          | Sir John Chancellor                                              | 6 dicembre 1928  | 3 settembre 1931 |
|          | Sir Mark Aitchison Young (acting)                                | 3 settembre 1931 | 20 novembre 1931 |
|          | Sir Arthur Grenfell Wauchope                                     | 20 novembre 1931 | 1º marzo 1938    |
|          | William Denis Battershill (facente funzioni per diversi periodi) | 21 giugno 1937   | 3 marzo 1938     |
|          | Sir Harold MacMichael                                            | 3 marzo 1938     | 30 agosto 1944   |
|          | John Valentine Wistar Shaw (facente funzioni)                    | 30 agosto 1944   | 31 ottobre 1944  |
|          | Maresciallo di campo John Gort                                   | 31 ottobre 1944  | 5 novembre 1945  |
|          | John Valentine Wistar Shaw (facente funzioni)                    | 5 novembre 1945  | 21 novembre 1945 |
|          | Sir Alan Cunningham                                              | 21 novembre 1945 | 14 maggio 1948   |